# Pachydactylus barnardi
Espèce
Synonymes
- Pachydactylus capensis barnardi FitzSimons, 1941

Pachydactylus barnardi est une espèce de geckos de la famille des Gekkonidae.

## Répartition
Cette espèce est endémique du Cap-du-Nord en Afrique du Sud.

## Étymologie
Cette espèce est nommée en l'honneur de Keppel Harcourt Barnard.

## Publication originale
- FitzSimons, 1941 : Descriptions of some new lizards from South Africa and a frog from southern Rhodesia. Annals of the Transvaal Museum, vol. 20, n. 3, p. 273-281.